# Nadi Riadhi Baladiat Teleghma
Ne pas confondre avec le NRB Teleghma, un autre club de la ville de Teleghma fondé en 1963.
Maillots
Actualités
Le Nadi Riadhi Baladiat Teleghma (en arabe : النادي الرياضي لبلدية التلاغمة), plus couramment abrégé en NRB Teleghma ou simplement NRBT/B, est un club algérien de football fondé en 1992 et basé dans le quartier de Hai Ouled Smail au sein de la ville de Teleghma, dans la wilaya de Mila,.

## Histoire
Lors de la saison 2017-18, le NRBTB est éliminé en 16e de finale de la Coupe d'Algérie face au MC Oran, après un parcours très honorable, en ayant éliminé deux pensionnaires évoluant en Ligue 2, le CRB Aïn Fekroun en 64e, et le RC Relizane en 32e.
En 2019, le club est sacré champion de la Ligue inter-régions groupe centre-est (D4) et se voit promu en Division Nationale Amateur (D3) saison 2019-20. Il enchaîne ensuite avec un autre exploit, en se hissant en Ligue 2 Amateur (D2) saison 2020/21.

## Parcours

### Classement en championnat par année
- 1992-93 : D?, ?e
- 1993-94 : D?, ?e
- 1994-95 : D?, ?e
- 1995-96 : D?, ?e
- 1996-97 : D?, ?e
- 1997-98 : D?, ?e
- 1998-99 : D?, ?e
- 1999-00 : D?, ?e
- 2000-01 : D?, ?e
- 2001-02 : D?, ?e
- 2002-03 : D?, ?e
- 2003-04 : D?, ?e
- 2004-05 : D?, ?e
- 2005-06 : D?, ?e
- 2006-07 : D?, ?e
- 2007-08 : D?, ?e
- 2008-09 : D?, ?e
- 2009-10 : D?, ?e
- 2010-11 : D?, ?e
- 2011-12 : D?, ?e
- 2012-13 : D?, ?e
- 2013-14 : D?, ?e
- 2014-15 : D?, ?e
- 2015-16 : D?, ?e
- 2016-17 : D?, ?e
- 2017-18 : D?, ?e
- 2018-19 : D4, Inter-régions Est, 1re
- 2019-20 : D3, DNA Est, 8e
- 2020-21 : D2, Ligue 2 Est, 5e
- 2021-22 : D2, Ligue 2 Centre-Est, 3e
- 2022-23 : D2, Ligue 2 Centre-Est, 3e
- 2023-24 : D2, Ligue 2 Centre-Est, 13e
- 2024-25 : D2, Ligue 2 Centre-Est, ?e

### Parcours du NES en coupe d'Algérie
| Saison  | Tour        | Matchs      | Résultats     |
| ------- | ----------- | ----------- | ------------- |
| 1993-94 | ?e TR       |             |               |
| 1994-95 | ?           | ?           | ?             |
| 1995-96 | ?           | ?           | ?             |
| 1996-97 | ?           | ?           | ?             |
| 1997-98 | ?           | ?           | ?             |
| 1998-99 | ?           | ?           | ?             |
| 1999-00 | ?           | ?           | ?             |
| 2000-01 | ?           | ?           | ?             |
| 2001-02 | ?           | ?           | ?             |
| 2002-03 | ?           | ?           | ?             |
| 2003-04 | ?           | ?           | ?             |
| 2004-05 | ?           | ?           | ?             |
| 2005-06 | ?           | ?           | ?             |
| 2006-07 | ?           | ?           | ?             |
| 2007-08 | ?           | ?           | ?             |
| 2008-09 | ?           | ?           | ?             |
| 2009-10 | ?           | ?           | ?             |
| 2010-11 | ?           | ?           | ?             |
| 2011-12 | ?           | ?           | ?             |
| 2012-13 | ?           | ?           | ?             |
| 2013-14 | ?           | ?           | ?             |
| 2014-15 | ?           | ?           | ?             |
| 2015-16 | ?           | ?           | ?             |
| 2016-17 | ?           | ?           | ?             |
| 2017-18 | 1/32 finale | RC Relizane | 2-2 t.a.b 7-6 |
| 2018-19 | ?           | ?           | ?             |
| 2019-20 | ?           | ?           | ?             |

## Structures du club

### Infrastructures

#### Stade Bachir Khabaza
Le NRBTB joue ses matchs au Stade Bachir Khabaza, d'une capacité de 5 000 places.